# Odynerus clypeolatus
Odynerus clypeolatus är en stekelart som beskrevs av Dalla Torre 1904. Odynerus clypeolatus ingår i släktet lergetingar, och familjen Eumenidae. Inga underarter finns listade i Catalogue of Life.